# Yoji Harada
Yojiro "Yoji" Harada (Tokio, 6 de agosto de 1972-Países Bajos, 27 de marzo de 2019) fue un artista tatuador y músico japonés, quien obtuvo fama por su aparición en el reality show de TLC Miami Ink.

## Biografía
Harada nació y creció en Tokio, antes de mudarse a Chicago, donde conoció y se casó con Bonnie Minkus. En 1998, se mudó a Nueva York para perseguir su sueño de ser un músico profesional. En sus inicios mientras tocaba música en Japón, empezó a motivarse al escuchar The Clash en la radio, y su sueño era ser exitoso en Estados Unidos. Al llegar a Nueva York se unió a una banda de punk rock llamada Big Deal, en donde estuvo muchos años antes de mudarse a Miami, Florida, para trabajar al servicio del tatuador Ami James. Yoji declaró que trabajó para James durante cinco años antes de solicitar el puesto de aprendiz, pues su novia Bridgette estaba embarazada. Él dijo: "Una noche descubrí que mi novia (actual esposa) estaba embarazada. Tuve que empezar a hacer algún dinero real, sabes, así que le pregunté a Ami James si podría convertirme en su aprendiz y él dijo que sí".
Trabajando en Love-Hate Tattoos bajo la guía de Ami James, el show de televisión Miami Ink expuso a Yoji ante los ojos del público, generándole una gran fama en Japón, su país natal. El espectáculo registró a modo de crónica la vida de Yoji desde que era un aprendiz hasta convertirse en un tatuador oficial, así como su matrimonio con Bridgette y el nacimiento de su hija Sydney (nacida en 2008). El éxito del espectáculo le permitió a Yoji retomar su pasión real y reagruparse con su banda Big Deal.
Junto al artista tatuador de Miami Ink Darren Brass, Yoji desarrolló la compañía de ropa infantil Ruthless and Toothless.

## Trivia
Yoji apareció en un breve cameo en el thriller japonés Suicide Club como un comediante cuyo socio se suicida en el escenario.